# Tangerang Selatan
Tangerang Selatan (pol. „Tangerang Południowy”) – miasto w Indonezji w prowincji Banten, na terenie obszaru metropolitarnego Dżakarty – Jabodetabek. 1290,3 tys. mieszkańców (2010).